# Lista över fornlämningar i Köpings kommun (Himmeta)
Lista över fornlämningar i Köpings kommun (Himmeta) är en förteckning av ett urval av de fornlämningar som finns i Himmeta i Köpings kommun.
| Namn                      | Lämningstyp      | Tillkomsttid | Historisk indelning  | Plats | Läge                 | ID-nr          | Bild                                 |
| ------------------------- | ---------------- | ------------ | -------------------- | ----- | -------------------- | -------------- | ------------------------------------ |
| Himmeta 1:1               | Stensättning     |              | Himmeta, Västmanland |       | 59.495441, 15.866786 | 10228900010001 | Ladda upp en bild av detta fornminne |
| Himmeta 3:1               | Stensättning     |              | Himmeta, Västmanland |       | 59.496146, 15.868608 | 10228900030001 | Ladda upp en bild av detta fornminne |
| Himmeta 7:1               | Begravningsplats |              | Himmeta, Västmanland |       | 59.503741, 15.852341 | 10228900070001 | Ladda upp en bild av detta fornminne |
| Himmeta 8:1               | Hällristning     |              | Himmeta, Västmanland |       | 59.491375, 15.859422 | 10228900080001 | Ladda upp en bild av detta fornminne |
| Himmeta 8:2               | Hällristning     |              | Himmeta, Västmanland |       | 59.491240, 15.859545 | 10228900080002 | Ladda upp en bild av detta fornminne |
| Himmeta 8:3               | Hällristning     |              | Himmeta, Västmanland |       | 59.491330, 15.859739 | 10228900080003 | Ladda upp en bild av detta fornminne |
| Himmeta 8:4               | Hällristning     |              | Himmeta, Västmanland |       | 59.491240, 15.859545 | 10228900080004 | Ladda upp en bild av detta fornminne |
| Himmeta 11:1              | Stensättning     |              | Himmeta, Västmanland |       | 59.480883, 15.858875 | 10228900110001 | Ladda upp en bild av detta fornminne |
| Himmeta 11:2              | Stensättning     |              | Himmeta, Västmanland |       | 59.481025, 15.859335 | 10228900110002 | Ladda upp en bild av detta fornminne |
| Himmeta 16:1              | Stensättning     |              | Himmeta, Västmanland |       | 59.505138, 15.837817 | 10228900160001 | Ladda upp en bild av detta fornminne |
| Himmeta 16:2              | Stensättning     |              | Himmeta, Västmanland |       | 59.505120, 15.837535 | 10228900160002 | Ladda upp en bild av detta fornminne |
| Himmeta 16:3              | Stensättning     |              | Himmeta, Västmanland |       | 59.505022, 15.837622 | 10228900160003 | Ladda upp en bild av detta fornminne |
| Himmeta 18:1              | Stensättning     |              | Himmeta, Västmanland |       | 59.486545, 15.838038 | 10228900180001 | Ladda upp en bild av detta fornminne |
| Himmeta 18:2              | Stensättning     |              | Himmeta, Västmanland |       | 59.486267, 15.837895 | 10228900180002 | Ladda upp en bild av detta fornminne |
| Skansen (Himmeta 19:1)    | Fornborg         |              | Himmeta, Västmanland |       | 59.510616, 15.831254 | 10228900190001 | Ladda upp en bild av detta fornminne |
| Kämplingen (Himmeta 20:1) | Fornborg         |              | Himmeta, Västmanland |       | 59.476742, 15.818301 | 10228900200001 | Ladda upp en bild av detta fornminne |
| Himmeta 21:1              | Gravfält         |              | Himmeta, Västmanland |       | 59.492492, 15.841522 | 10228900210001 | Ladda upp en bild av detta fornminne |
| Himmeta 25:1              | Röse             |              | Himmeta, Västmanland |       | 59.471372, 15.822186 | 10228900250001 | Ladda upp en bild av detta fornminne |
| Himmeta 26:1              | Gravfält         |              | Himmeta, Västmanland |       | 59.470919, 15.821764 | 10228900260001 | Ladda upp en bild av detta fornminne |
| Himmeta 30:1              | Gravfält         |              | Himmeta, Västmanland |       | 59.469614, 15.826163 | 10228900300001 | Ladda upp en bild av detta fornminne |
| Himmeta 32:1              | Gravfält         |              | Himmeta, Västmanland |       | 59.525489, 15.822250 | 10228900320001 | Ladda upp en bild av detta fornminne |
| Himmeta 33:1              | Stensättning     |              | Himmeta, Västmanland |       | 59.468560, 15.820908 | 10228900330001 | Ladda upp en bild av detta fornminne |
| Himmeta 33:2              | Stensättning     |              | Himmeta, Västmanland |       | 59.468662, 15.820916 | 10228900330002 | Ladda upp en bild av detta fornminne |
| Himmeta 38:1              | Röse             |              | Himmeta, Västmanland |       | 59.523419, 15.797659 | 10228900380001 | Ladda upp en bild av detta fornminne |
| Himmeta 46:1              | Stensättning     |              | Himmeta, Västmanland |       | 59.455627, 15.837590 | 10228900460001 | Ladda upp en bild av detta fornminne |
| Himmeta 50:1              | Stensättning     |              | Himmeta, Västmanland |       | 59.511778, 15.841158 | 10228900500001 | Ladda upp en bild av detta fornminne |
| Oxhagen (Himmeta 73:1)    | Stensättning     |              | Himmeta, Västmanland |       | 59.479254, 15.816717 | 10228900730001 | Ladda upp en bild av detta fornminne |
| Himmeta 119               | Gravfält         |              | Himmeta, Västmanland |       | 59.470594, 15.886221 | 12000000102935 | Ladda upp en bild av detta fornminne |
| Himmeta 124               | Stenkammargrav   |              | Himmeta, Västmanland |       | 59.491636, 15.869290 | 12000000117903 | Ladda upp en bild av detta fornminne |